# Soderi
Soderi (cyr. Содери) – wieś w Bośni i Hercegowinie, w Republice Serbskiej, w gminie Gacko. W 2013 roku liczyła 7 mieszkańców.